# Peter Enders (Fußballspieler)
Peter Enders (* 21. September 1948 in Berlin) ist ein ehemaliger deutscher Fußballspieler.

## Leben und Wirken
Peter Enders wuchs in der Transvaalstr. 21 in Berlin-Wedding auf. Er begann seine Schulausbildung an der Gottfried-Röhl-Grundschule, wechselte aber 1956 an die gerade neu erbaute Rehberge-Grundschule. Es folgte die Oberschulzeit auf dem Lessing-Gymnasium (Abitur 1968). Danach studierte er Sport und Geografie (auf Lehramt) an der Freien Universität Berlin. Seine Tätigkeit als Studienrat begann er im Jahre 1977 – zwei Jahre vor Beendigung seiner Karriere als Fußballspieler.

## Spielerkarriere
Peter Enders spielte in der D-Jugend für SV Athen im Norden (Wedding) von Berlin, von wo aus er 1960 in die Jugend von Hertha BSC wechselte. Er war Jugend-Rekordauswahlspieler Berlins und schaffte es in alle DFB-Kader mit den Trainern Udo Lattek und Detmar Cramer. Er repräsentierte den DFB 1966 in Japan beim offiziellen Deutsch-Japanischen Jugendaustausch.
Unter Trainer Helmut Kronsbein gab er am 23. Spieltag der Regionalliga-Saison 1966/67 beim 2:0-Erfolg über den BFC Südring als 18-Jähriger sein Debüt in der ersten Mannschaft. Dort konnte er seinen Trainer derart überzeugen, dass er zum Saisonende aus der Stammelf nicht mehr wegzudenken war und auch in der Aufstiegsrunde zur Bundesliga sieben von acht Partien bestritt. Allerdings mussten die Berliner sich hinter Borussia Neunkirchen, Schwarz-Weiß Essen, SV Arminia Hannover und der SpVgg Bayern Hof mit dem letzten Gruppenplatz zufriedengeben.
In der folgenden Saison verpasste Enders lediglich eine Partie und hatte im Abwehrverbund mit Lothar Groß, Uwe Witt und Ivan Šangulin enormen Anteil daran, dass Hertha in 30 Ligaspielen lediglich elf Gegentore kassierte und sich so erneut die Berliner Meisterschaft sicherte. In der dadurch erreichten Aufstiegsrunde machten es die Blau-Weißen deutlich besser als im Vorjahr und verwiesen Rot-Weiss Essen und SV Alsenborn auf die Plätze. Mit den drei Heimspielen vor jeweils 80 000 Zuschauern und einer Triumph-Fahrt zum Berliner Bürgermeister ins Schöneberger Rathaus kehrte Hertha nach drei Jahren Abwesenheit wieder ins deutsche Fußballoberhaus zurück.
Der FU-Student Enders spielte 1968/69 alle Spiele. Nach dem Wiederaufstieg hielt Enders’ Verein 1968/69 auf Anhieb die Klasse. Auch wenn man mit 31 Treffern die wenigstens Tore erzielte, verhinderte die starke Abwehrreihe um Enders den Abstieg. Nur Meister FC Bayern München (31) und der MSV Duisburg (37) hatten weniger Gegentore kassiert als die Berliner, bei denen die beiden Torhüter Volkmar Groß und Gernot Fraydl insgesamt 39-mal hinter sich greifen mussten. In den beiden nun folgenden Spielzeiten spielte Peter Enders auch wegen zunehmender Konkurrenz – Hertha verstärkte sich als der finanzstärkste Club jedes Jahr mit mindestens drei Top-Spielern – nicht mehr ganz so häufig wie noch in den Jahren zuvor. Jedoch konnte er mit seinen Leistungen dazu beitragen, dass Hertha auf Grund der starken Abwehr die Spielzeiten 1969/70 und 1970/71 jeweils auf dem dritten Tabellenplatz beendete.
1970 gab es das Rekordspiel der Bundesliga mit über 90 000 Zuschauern (wahrscheinlich waren mehr als 100 000) im Berliner Olympiastadion gegen den 1. FC Köln. Enders schaltete den Kölner Kapitän Wolfgang Overath im Mittelfeld komplett aus. Dazu spielte Hertha im Europapokal gegen AC und Inter Mailand, FC Porto und diverse andere Spitzenclubs in Europa.
In der Spielzeit 1971/72 war Enders dann wieder 28-mal im Einsatz und konnte mit Hertha noch einmal einen sechsten Tabellenplatz bejubeln. Diese Freude währte jedoch nicht lange, da Peter Enders ebenso wie zahlreiche weitere seiner Mitspieler im Zuge des Bundesliga-Skandals vom 21. Juni 1972 bis 20. Juni 1974 gesperrt wurde und zusätzlich eine Geldstrafe von 15.000 DM zahlen musste, obwohl das ominöse letzte Bundesligaspiel gegen Arminia Bielefeld nachweislich nicht manipuliert worden war. Einzelheiten dazu berichtet Enders in der 2016 neu erschienenen Biografie.
Auf Grund der Sperre wechselte Peter Enders nach Südafrika zu Durban City F.C., bei dem neben ihm die ebenfalls in den Bundesliga-Skandal involvierten ehemaligen Herthaner Wolfgang Gayer, Bernd Patzke und Hans-Jürgen Sperlich spielten. Die Mannschaft von Durban wurde mit dem legendären Johnny Haynes – 60-mal für England und Kapitän der Weltelf – überlegen Südafrikanischer Meister.
Als Peter Enders am 26. November 1973 vorzeitig begnadigt wurde, kehrte er umgehend nach Deutschland zurück und stand ab November 1973 in Diensten von Kickers Offenbach unter dem ungarischen Weltspieler und Trainer Gyula Lóránt. Dort erspielte sich Enders in der Rückrunde der Saison 1973/74 auf Anhieb einen Stammplatz und hatte Anteil daran, dass die Hessen erneut die Klasse hielten. 1974/75 wurde dann sogar knapp der Einzug in den UEFA-Pokal verfehlt. Auch in der Spielzeit 1975/76 gehörte Peter Enders unter Trainer Otto Rehhagel zunächst zum Stammpersonal und spielte beim berühmten 6:0 gegen Bayern München gegen Uli Hoeneß. Wegen Offenbacher Finanznöte sollte Enders wie einige andere Spieler gegen eine Transfersumme von 300 000 DM verkauft werden, aber spätestens mit der Berufung von Zlatko Čajkovski zum neuen Übungsleiter spielte Enders keine Rolle mehr und konnte so auch den Abstieg der Offenbacher in die Zweitklassigkeit nicht verhindern.
Dort trat Enders in der Saison 1976/77 dann dennoch an, nachdem er in der Sommerpause zum Aufsteiger SC Herford gewechselt war. Die Ostwestfalen erreichten in der Premieren-Saison gleich den Klassenerhalt. Enders begann seinen Beruf als Gymnasial-Lehrer. In der Winterpause der sich anschließenden Spielzeit verließ Enders Herford und ging zusammen mit Volker Fass und Charly Mrosko in die USA zu den Oakland Stompers in Kalifornien, San Francisco. Zum ersten Spiel des Clubs aus der Retorte mit einer völlig neuen Mannschaft, zusammengewürfelt mit Spielern aus aller Welt, kamen 35 000 Zuschauer ins Oakland Coliseum. Dort scheiterte er bereits in der Gruppenphase der NASL und als der Verein nach einer Saison nach Edmonton umgesiedelt wurde, wechselte Peter Enders zum SV Arminia Hannover.
Mit Hannover konnte er 1978/79 einen Mittelfeldplatz erreichen. Im Anschluss an die Saison beendete Peter Enders 1979 seine Spielerkarriere. Er wurde Lizenztrainer und spielte und trainierte im Jugend- und Amateurbereich.
Über seine sportliche und private Lebensgeschichte ist 2016 die Biografie Die ungewöhnliche Laufbahn des Berliner Fußball-Profis Peter Enders; Bundesliga Skandalsünder und Meister von Südafrika erschienen, die von dem Sportjournalisten Hans-Ulrich Krause aufgezeichnet wurde.

## Erfolge
- Aufstieg in die Fußball-Bundesliga: 1968
- Berliner Meister: 1967, 1968
- Berliner Pokalsieger: 1967be